# Omen (Frankfurt am Main)
Das Omen war in den Jahren 1988 bis 1998 eine der ersten Diskotheken der Techno- und House-Szene. Der Club befand sich im Erdgeschoss eines mittlerweile abgerissenen Parkhauses in der Junghofstraße in der Innenstadt von Frankfurt am Main in der Nähe zur Hauptwache und zum Roßmarkt.
Der Club gilt als eine der wichtigsten Geburtsstätten des Technos in Deutschland. Das Omen wurde zu seiner Zeit regelmäßig (wie zum Beispiel in der Zeitschrift „Groove“) zum besten Techno-Club in Deutschland gewählt und war, neben dem Dorian Gray im Flughafen Frankfurt, die erste Adresse in Frankfurt am Main sowie weit über das Rhein-Main-Gebiet hinaus.

## Geschichte
Das Omen entstand 1988 aus dem Club Vogue. Unter der Führung des Trios Sven Väth, Michael Münzing und Mathias Martinson entwickelte sich der Club in den folgenden zehn Jahren zu einem der Zentren der weltweiten Techno-Szene. Im Club spielten neben dem Mitbegründer Sven Väth namhafte DJs wie Carl Cox, Frank Lorber, Toni Rios, Gayle San, DJ Dag, Chris Liebing, Ulli Brenner und Jeff Mills. Väth war bekannt für seine bis zu 15 Stunden dauernden Sets, die er regelmäßig am Freitag spielte, sofern er sich in Frankfurt aufhielt.
Nach dem „Abschiedswochenende“ wurde das Omen am 19. Oktober 1998 geschlossen, weil der Besitzer der Immobilie mit der Kündigung des Mietvertrages drohte. Der letzte gespielte Track war „Astral Pilot – The Day After“. Es gab insgesamt drei Closing-Partys: Am Montag, am Mittwoch und am Freitag durchgehend bis Montagmorgen.
Der Besucheransturm am Sonntag war so groß, dass die Veranstalter Lautsprecher auf die Straße stellten, wo mehrere hundert Menschen tanzten. Die Polizei griff nicht ein, sondern sperrte die Junghofstraße komplett für den Durchgangsverkehr für mehrere Stunden.

## Nachfolge
Seit der Schließung und dem Abriss des Parkhausgebäudes fand jedes Jahr im Oktober der so genannte Omen Memorial Day (1999–2004), beziehungsweise die Omenforum Technoclassics (2005–2008) statt. Die früheren Betreiber Sven Väth und Matthias Martinsohn gründeten im Jahre 2004 den Cocoon Club und waren bis zu dessen Eröffnung einmal im Monat im U60311 zu Gast.